# デルモニコス
座標: 北緯40度42分18秒 西経74度00分36秒 / 北緯40.70508度 西経74.01007度

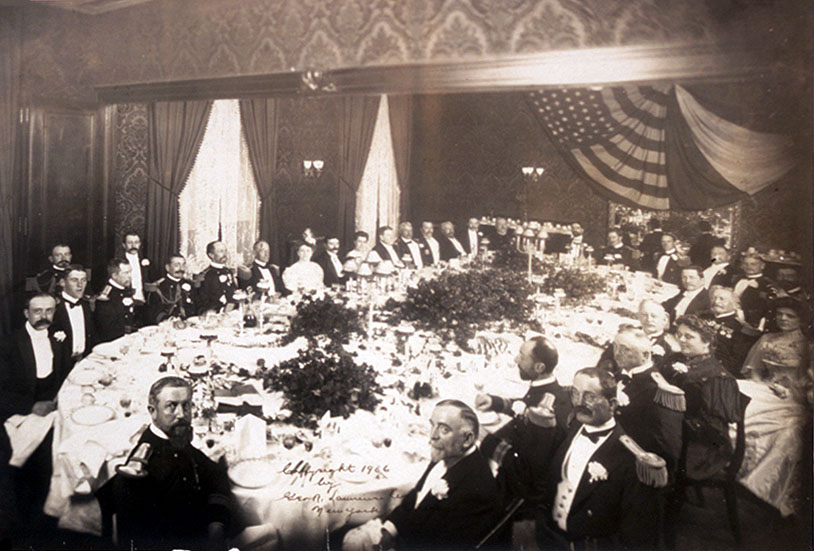
フランスのキャンピオン提督を歓迎する夕食会（1906年）

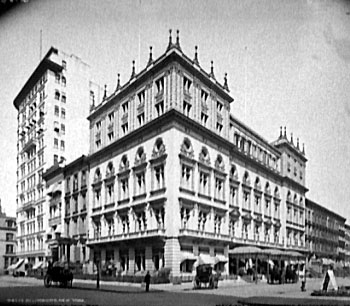
5番街と44丁目の角にあったデルモニコス・レストラン（1903年）

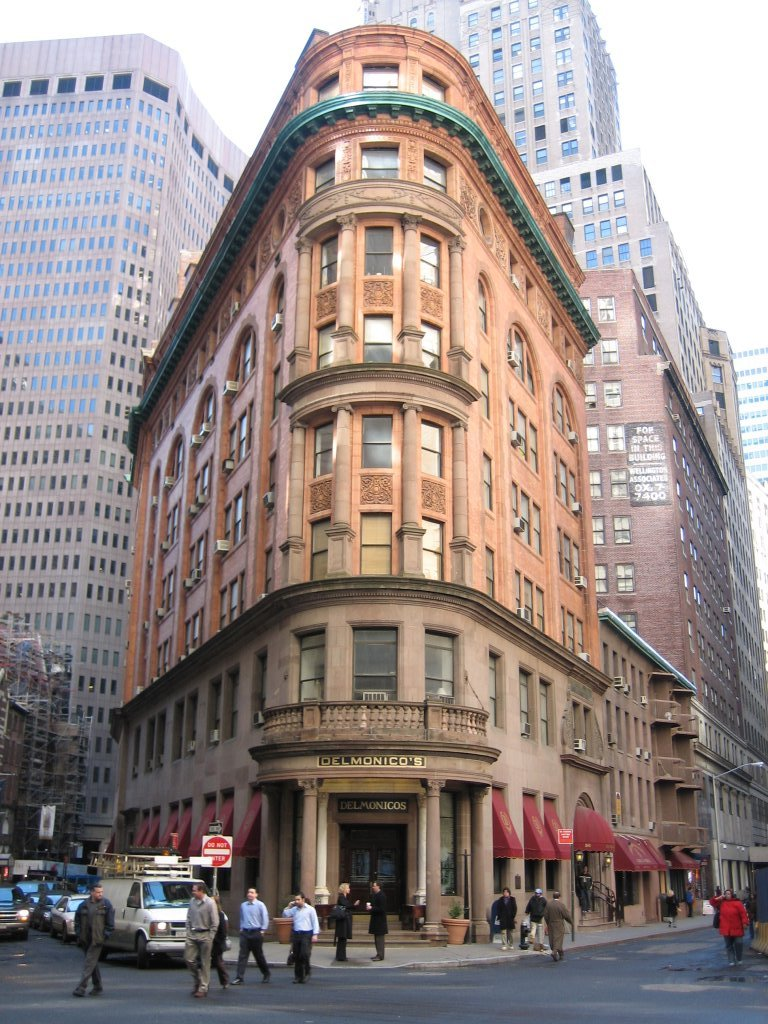
ビーバー・ストリートにあるデルモニコスの建物

デルモニコス（英語: Delmonico's）は、アメリカ合衆国ニューヨーク市のフィナンシャル・ディストリクトにある高級レストランである。
19世紀から20世紀初頭にかけ、デルモニコ家がロウアー・マンハッタンのサウス・ウィリアム・ストリートで経営し、国内最高のレストランの1つという評判を獲得した。デルモニコ・ステーキの発祥地でもあり、定食に対抗して、メニューでアラカルトに注文できるアメリカ最初のレストランとしても評価されている。さらに、レストランは、最初に個別のワインリストを作成したところとしても主張されている。デルモニコ家は、一度に4つもの店舗を展開し、1923年にビジネスを終了させるまでに、合わせて10の同名のレストランを経営した。
1929年には、オスカー・トゥッチがサウス・ウィリアム・ストリートで、レストランを復活させ、1977年まで運営していた。他のデルモニコスは、1981年から1992年、1998年から現在まで、営業している。

## 歴史

### 始まり
最初のデルモニコスは、1827年、23 ウィリアム・ストリートの菓子店を借りてオープンし、1830年にレストランのリストに記載された。レストランは、スイスのティチーノ出身の兄弟、ジョンとピーター・デルモニコが開業した。1831年には、レストランのメニューやワインリストに責任を負うようになった彼らの甥、ロレンツォ・デルモニコが加わった。
兄弟は、2 サウス・ウィリアム・ストリートに落ち着くまで、店を数回移転させた。ニューヨーク大火災の後、1837年8月に建物が壮大にオープンしたとき、ニューヨーカーには、入口の柱が、ポンペイから持ってこられたと説明された。

### 拡大と閉鎖
1850年代から、レストランは、各年の多くの重要な出演者を集めて催されたニューヨーク・ニューイングランド協会(en)の年次会をもてなした。1860年には、デルモニコスが、東14丁目の音楽学校(en)で、エドワード7世を迎え、グランド・ボールの夕食を提供した。夕食は、特別に製作された部屋で行われた。メニューは、フランス料理とヴィクトリア女王、アルバート王子、グレート・イースタン、フローラの花瓶を表したピエスモンテを製作。ニューヨーク・タイムズは、「私たちは、大きな判断と豪華な規模で、公の夕食が、最も寄りつけない方法で利用されたのをかつて見たことがないと率直に言える」とレポートした。1862年には、最も偉大なシェフのうちの1人と考えられていたチャールズ・ランフォーファー(en)を雇った。
1865年から1888年にかけて、ビジネスは非常に成功し、同名のレストランを4店舗出店した。様々な年代に、合わせて10店のデルモニコスが存在した。1899年、デルモニコスは、5番街と26丁目のビル6階にあった店舗を空にした。建物は1901年5月、マーティン・ホテルの所有者、ジョン・B・マーティンに売られた。
1919年、エドワード・L・C・ロビンスがデルモニコスを購入した。5番街と44丁目にあった一等地の店舗は、禁酒令による食事習慣の変化の結果、1923年に閉店した。この店舗は、初期のデルモニコスの最後の店舗であった。
最後のデルモニコス・レストランの閉鎖直後、多くの模倣者は、「デルモニコス」をオープンさせた。デルモニコス家は、名称の独占権は続くと主張したが、裁判所は、最後のレストランの閉鎖により、名称は公共の財産となったと判決を下した。
| 位置                                           | 期間                                                   | 備考                                                                        |
| ---------------------------------------------- | ------------------------------------------------------ | --------------------------------------------------------------------------- |
| 23 ウィリアム・ストリート                      | 1827年12月13日 – 1835年12月16日（火災により閉鎖）      | 「デルモニコ&ブラザー・コンフェクショナー」小さいカフェと菓子屋             |
| 25 ウィリアム・ストリート                      | 1830年3月 – 1835年12月16日（火災により閉鎖）           | 「デルモニコ&ブラザー・コンフェクショナー・アンド・レストラン・フランシス」 |
| 76 ブロード・ストリート                        | 1836年12月23日 – 1845年7月19日（火災により閉鎖）       |                                                                             |
| 2 サウス・ウィリアム・ストリート               | 1837年8月 – 1890年7月10日 1891年7月7日再開、1917年閉店 | 「デルモニコス・レストラン」、「シタデル」と呼ばれる                        |
| 25 ブロードウェイ                              | 1846年6月1日 - 1856年                                  | デルモニコ・ホテル                                                          |
| チャンバーズ・ストリートとブロードウェイ       | 1856年 – 1876年10月26日                                |                                                                             |
| 東14丁目と5番街                                | 1862年4月9日 – 1876年9月11日                           |                                                                             |
| 22 ブロード・ストリート                        | 1865年 - 1893年                                        |                                                                             |
| 5番街と26丁目                                  | 1876年9月11日 – 1899年4月18日                          | 1876年に「ロブスター・ニューバーグ」(en)はここで考案された                  |
| パイン・ストリート近くの112–114 ブロードウェイ | 1876年10月26日 - 1888年                                |                                                                             |
| 5番街と44丁目                                  | 1897年11月15日 – 1923年5月21日                         | 最後のデルモニコが所有したレストラン                                        |

## 後の復活
1929年、オスカー・トゥッチがニューヨーク州、2 サウス・ウィリアム・ストリート（56 ビーバー・ストリートとしても記載された）の前の店のあった土地に、「オスカーズ・デルモニコス」と呼ばれた「デルモニコス」をオープンさせた。トゥッチは、本来のメニューとレシピを採用し、著名な政治家、有名人を引きつけるまでにもなった。この店は、1977年に閉店するまで、続けて営業された。
1981年、新しいデルモニコスがこの場所に、エド・フーバーによってオープンし、1992年まで営業していた。
バイス・グループが所有し、料理長のギアン・ピエトロ・ブランチと再びデルモニコスを運営した1998年まで、建物は空となっていた。1999年には、レストランがオシノンレッド・パートナーに売られ、デルモニコスはサウス・ウィリアム・ストリートの位置で営業を続けている。現在のウェブサイトは、住所を56 ビーバー・ストリートとしている。

## 代表的なディッシュ
ロブスター・ニューバーグ、デルモニコ・ポテトはデルモニコス・レストランで考案され、恐らくチキン・ア・ラ・キング(en)もそうだが、これはデルモニコ・ステーキとしてとても有名であった。エッグベネディクトも、他の店でも同様のメニューがあるが、デルモニコスで考案されたと言われていた。ベイクド・アラスカの名前は、デルモニコスでつくられた。マンハッタン・クラム・チャウダーは、ニューヨークのデルモニコスで最初に登場した。

## 著名な顧客
多くの著名人らは、デルモニコスの顧客となっていた。ジェリー・リンドは、毎回のショーの後、ここで食事をしており、セオドア・ルーズベルト、マーク・トウェイン、アーサー・サリヴァン、ダイヤモンド・ジム・ブレディ、ダイヤモンド・ジムの会社のリリアン・ラッセル、チャールズ・ディケンズ、オスカー・ワイルド、ジョン・モルガン、ジェイムズ・ゴードン・ベネット・ジュニア、ニコラ・テスラ、当時の英国皇太子であったエドワード7世、ナポレオン3世も客であった。ジャーナリストのジェイコブ・リースも異種の客であると主張した。彼の本、「ザ・メイキング・オブ・アン・アメリカン」では、彼の運がついていなかったとき、親切なデルモニコスのフランス語を話すコックが、下の窓からロールを渡してくれたと書いている。
イギリスの作家チャールズ・ディケンズは1841年から1842年にアメリカ合衆国に招聘された際にアメリカで食した料理のレベルの低さを『アメリカ紀行』、『マーティン・チャズルウィット』で皮肉たっぷりに揶揄し、少なからずアメリカの読者からの反感を買っていた。ニューヨーク記者クラブが1867年にデルモニコスで主催した晩餐会にはディケンズも招待されたが、そこで料理長チャールズ・ランホーファーの数々の料理と出会い、ディケンズは自著で述べた前言を完全撤回し、「この店の料理とサービスは世界に比類ない」と絶賛した。また、掲記の著作2作の新版には訂正文が添えられることになった。

## 他店舗
1895年に、デルモニコスはルイジアナ州、ニューオーリンズにオープンし、1997年にエメリル・ラガッシによって購入された。ラガッシは、店を改装し、エメリルズ・デルモニコとして再オープンさせた。
無関係であるデルモニコス・ホテルは、パーク・アベニューと東59丁目に位置し、1964年8月にビートルズが滞在した際には、ビートルマニアの中心となった。

## 文化
デルモニコスは、世紀の変わり目のセントルイスの中級家庭の話である、1944年の映画『若草の頃』で、裕福な求婚者が、家族に長距離電話をかける場所として触れられている。ステージショー・映画『ハロー・ドリー！』では、歌『日曜は晴れ着で』で、ニューヨーク市の「必見」の場所としてレストランが挙げられている。F・スコット・フィッツジェラルドの1920年の小説『メーデー』は、デルモニコスでのダンスが特徴である。1947年の映画『ライフ・ウィズ・ファザー』では、家長のクラレンス・デイ・シニア（ウィリアム・パウエル）が妻のヴィニー（アイリーン・ドゥーン）に騙され、市外から訪れたカズン・コラ（ザス・ピッツ）とマリー・スキナー（エリザベス・テイラー）をデルモニコスへ夕食に連れて行く。デルモニコスはまた、1876年が舞台のジョン・フォードの西部劇である、1949年の映画『黄色いリボン』でも触れられる。レストランは、1966年のエルヴィス・プレスリーの映画『フランキー・アンド・ジョニー』の彼の歌でも歌われ、ケイレブ・カーの小説『精神科医』にも登場する。イーディス・ウォートンによる小説『エイジ・オブ・イノセンス』でもレストランが触れられている。デルモニコスは、レストランの名前として、カンザス州ドッジシティで制作されるテレビ番組『ガンスモーク』で使用されている。

## メニュー
|  |  |